# جامع الشهوان
جامع الشهوان أو جامع شيخ الشط أو مسجد زين الدين وهو من مساجد العراق التاريخية القديمة، وبناه زين الدين أبو الحسن علي بن بكتكين المتوفي عام 563 هـ/1168م، وتم تعميره في عهد الدولة العثمانية، ويقع المسجد على ضفاف نهر دجلة في محلة الشهوان في الموصل، وما زال المسجد محافظاً على طابعهِ التراثي الأثري، وكان فيهِ مدرسة ويذكر ان يونس بن منعة هو أول من فوض إليهِ التدريس فيها، ودرس يعدهُ ولده كمال الدين وصار يعرف المسجد بالمدرسة الكمالية.
فالمسجد بني مبناه على شكل مدرسة ولكن لا علاقة بين مسجد زين الدين (المدرسة الكمالية ) وبين المدرسة الزينية، التي أسسها زين الدين أبو الحسن علي بن بكتكين، وبناية المدرسة تسمى حالياً بجامع شيخ الشط، وشيخ الشط هو الحاج محمد أفندي الأفغاني الذي ينتمي إلى عائلة كبيرة من خراسان وسلك طريق الصوفية، وتنقل في البلاد ثم استقر في الموصل، وبنى لهُ تكية في فناء المدرسة، وبعد وفاته دفن فيها في القرن السابع الهجري، ويقع حول المدرسة دور سكنية بنيت على أرضها كوقف للمدرسة، فهي تسمى عرصات وقفية.